# Coryneliaceae
Die Coryneliaceae sind eine Familie der Schlauchpilze und bilden eine eigene Ordnung Coryneliales und eine eigene Unterklasse Coryneliomycetidae.

## Merkmale
Die Fruchtkörper (Ascomata) sind ascoloculär, die Asci sind fissitunicat. Die morphologischen Merkmale vermitteln zwischen den beiden großen Unterklassen Eurotiomycetidae und Chaetothyriomycetidae. Die Asci sind kugelig bis birnförmig. Meist werden sie als unitunicat oder prototunicat bezeichnet. In den jungen Entwicklungsstadien sind sie bitunicat, die zweite Schicht verschwindet im Laufe der Entwicklung. Bei Reife reißt die Ascuswand unregelmäßig auf und entlässt die Sporen innerhalb des Fruchtkörpers. Die Ascosporen sind einzellig und kugelig. 
Die Geschlechtsorgane sind Spermogonien und Spermatien. Die beiden anderen Ordnungen der Unterklasse bilden Hyphen-Gametangien.
Nur von einer Gattung, Coryneliopsis, sind Anamorphe bekannt, die in die coelomycetische Gattung Anthracoderma gestellt werden.

## Lebensweise und Verbreitung
Die meisten Arten leben als Parasiten auf holzigen Pflanzen, besonders auf Podocarpaceae auf der Südhalbkugel. Manche Arten befallen Koniferen der Nordhalbkugel. 

## Systematik

### Äußere Systematik
Die Coryneliales wurden als basale Gruppe in die Unterklasse Eurotiomycetidae gestellt. Sie sind ein monophyletisches Taxon. Das Kladogramm der Unterklasse sieht folgendermaßen aus:
|  | \| \| Onygenales \| \| \| \| \| \| Eurotiales \| \| \| \| |
|  |                                                           |
|  | Coryneliales                                              |
|  |                                                           |
|  | Onygenales                                                |
|  |                                                           |
|  | Eurotiales                                                |
|  |                                                           |

|  | Onygenales |
|  |            |
|  | Eurotiales |
|  |            |

Die verwandtschaftliche Nähe der Coryneliales zu den beiden anderen Ordnungen und die Einordnung bei den Eurotiomycetidae ergab sich erst nach DNA-Sequenzanalysen. Eriksson 2006 hatte die Ordnung noch als incertae sedis innerhalb der Pezizomycotina geführt.
2015 wurde die Ordnung allerdings in eine eigene Unterklasse, die Coryneliomycetidae gestellt.

### Innere Systematik
Coryneliaceae:
- Caliciopsis
- Corynelia
- Coryneliopsis
- Coryneliospora
- Fitzpatrickella
- Lagenulopsis
- Tripospora

Zum Teil wird die Familie Eremascaceae mit der einzigen Gattung Eremascus zu den Coryneliales gestellt. Sie wäre dann nicht mehr monotypisch. Nach Kandemir und Mitarbeitern gehört die Familie aber in die Ordnung Onygenales.